# Jonathan Blow
Jonathan Blow (ur. 1971 w Kalifornii) – amerykański projektant niezależnych gier komputerowych i programista. Twórca gier Braid i The Witness.
Blow zyskał rozpoznawalność w 2008 roku po wydaniu świetnie przyjętej gry Braid. Tytuł wywarł duży wpływ na rozwój i popularność gier niezależnych. Zarobione na grze pieniądze przeznaczył na utworzenie własnego studia tworzącego gry Thekla, Inc. z którym stworzył grę The Witness wydaną w 2016 roku, która również spotkała się z pozytywnym odbiorem. Blow jest mocno krytyczny wobec języka programowania C++, dlatego rozpoczął pracę nad własnym językiem programowania Jai.
Blow wystąpił w filmie dokumentalnym Indie Game: The Movie, jest znany z wyrażania mocnych opinii na temat branży gier wideo.